# タカネヒゲメロミス属
タカネヒゲメロミス属（タカネヒゲメロミスぞく、Abeomelomys）は、哺乳綱齧歯目ネズミ形亜目ネズミ上科ネズミ科ネズミ亜科に分類される属。

## 分布
唯一の種であるタカネヒゲメロミスがパプアニューギニアの高地に分布する。現地の言語であるカラム語では ymgenm [jí.mɨŋɡé.nɨ́m] あるいは yamganm [já.mɨŋɡá.nɨ́m] と呼ばれる。

## 種
- タカネヒゲメロミス Abeomelomys sevia Tate and Archbold, 1935